# Ludwig Penz

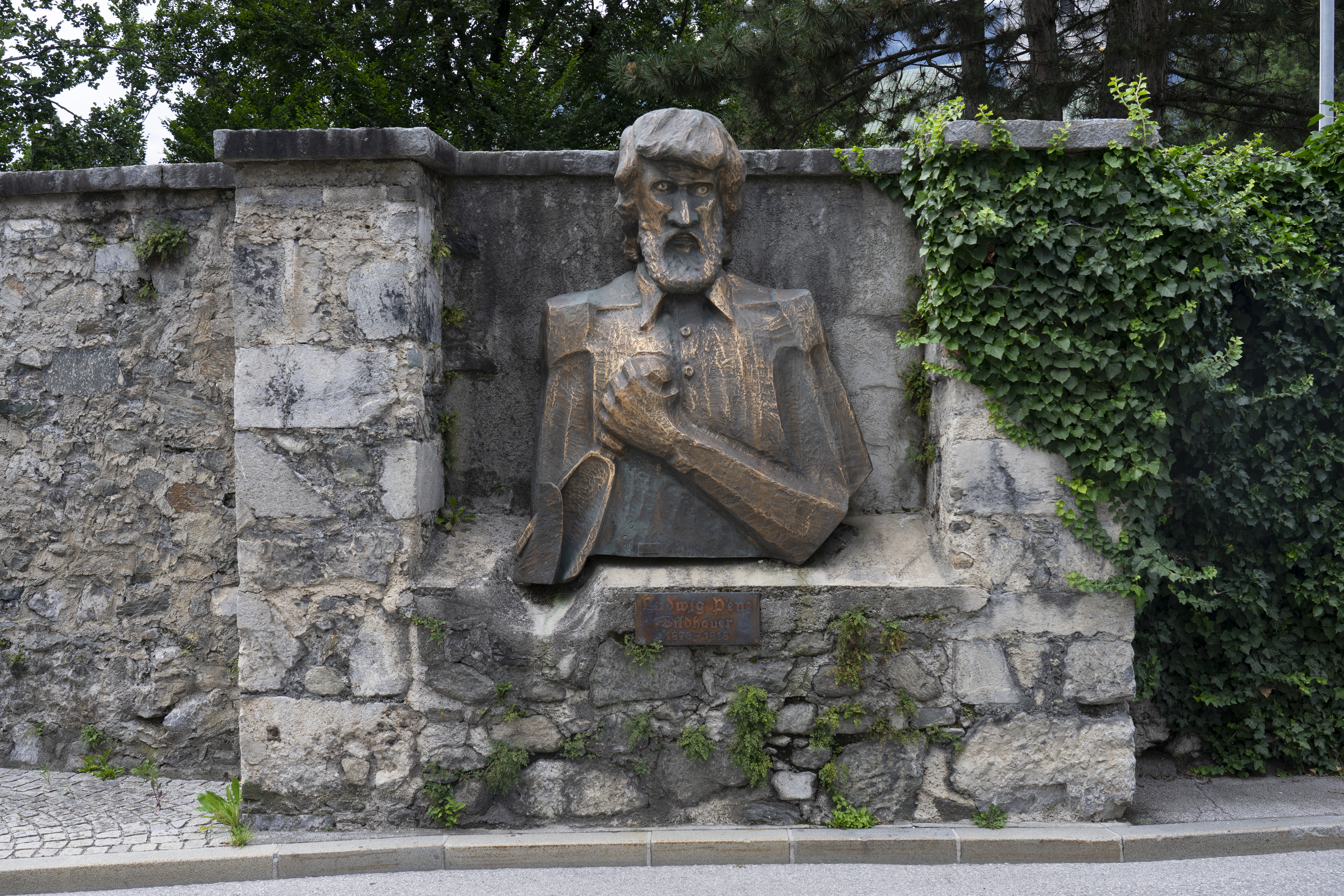
Denkmal für Ludwig Penz in Schwaz

Ludwig Penz (* 13. August 1876 in Telfes im Stubai; † 4. November 1918 in Schwaz) war ein österreichischer Bildhauer und Medailleur.

## Leben
Der Bauernsohn aus dem Stubai stellte sich schon in jungen Jahren als geschickter Schnitzer heraus. Auf Drängen des Pfarrers von Fulpmes, der sein Talent erkannte, konnte er ab 1891 eine Lehre beim Bildhauer Franz Kobald in Schwaz absolvieren. Anschließend studierte er an der Akademie der Bildenden Künste Wien in der christlichen Kunstklasse von Alois Delug und ab 1903 an der Akademie der Bildenden Künste München in der Bildhauerschule für christliche Kunst und bei Wilhelm von Rümann. Vermutlich in München lernte er den Schwazer Maler Emanuel Raffeiner kennen, mit dem er freundschaftlich verbunden war. 1909 unternahm er eine Studienreise nach Italien. 1913/14 unterrichtete er an der gewerblichen Schnitzschule in Bozen. Beeinflusst von der Kunst Auguste Rodins, Constantin Meuniers und Édouard Manets, wurde Penz zum Begründer der impressionistischen Holzbildhauerkunst in Tirol und zum Erneuerer der modernen Holzplastik.

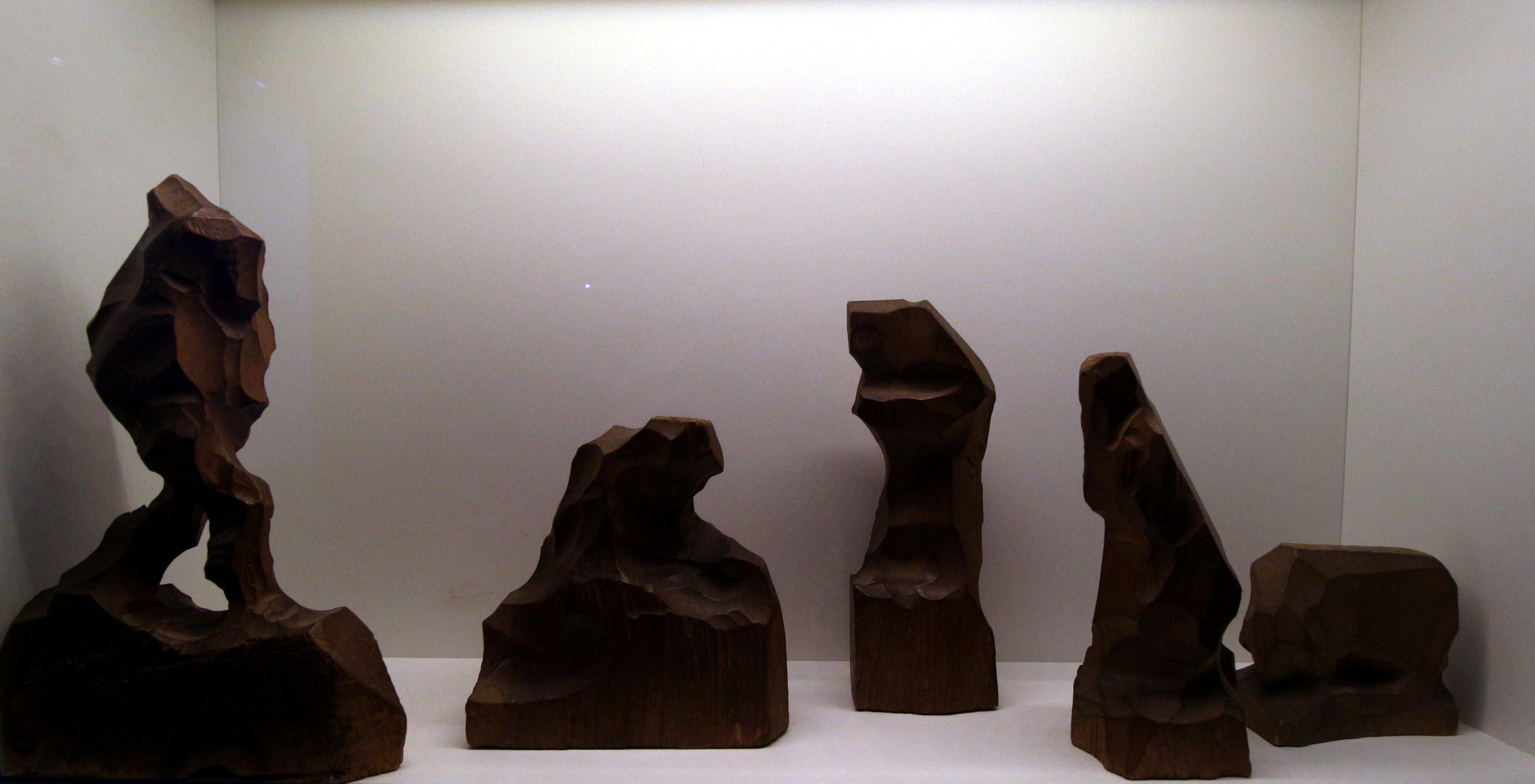
Weihnachtskrippenfiguren von Ludwig Penz um 1900

Penz schuf hauptsächlich Kleinreliefs und Figuren in Holz, Bronze und Majolika sowie zahlreiche Weihnachtskrippen. Er brach mit der traditionellen Gestaltung der Krippen und begründete neben Josef Bachlechner dem Älteren die Tiroler Künstlerkrippe des 20. Jahrhunderts.
Penz schuf auch zahlreiche Medaillen und Kupfertreibarbeiten.
Zu seinen wenigen Großplastiken zählt das Speckbacher-Denkmal in Hall in Tirol. Penz nahm 1905 an dem dafür ausgeschriebenen Wettbewerb teil, den er auf Fürsprache des Jurymitglieds Franz Defregger gewann.
Ludwig Penz starb in Schwaz an den Folgen einer Grippe.

## Gedenken
In Schwaz wurde die Ludwig-Penz-Straße nach dem Bildhauer benannt. In dieser Straße, an der Außenseite der Mauer des ehemaligen Friedhofs, befindet sich in einer Nische eine Bronzebüste Penz', die 1996 von Walter Mair geschaffen wurde.

## Werke

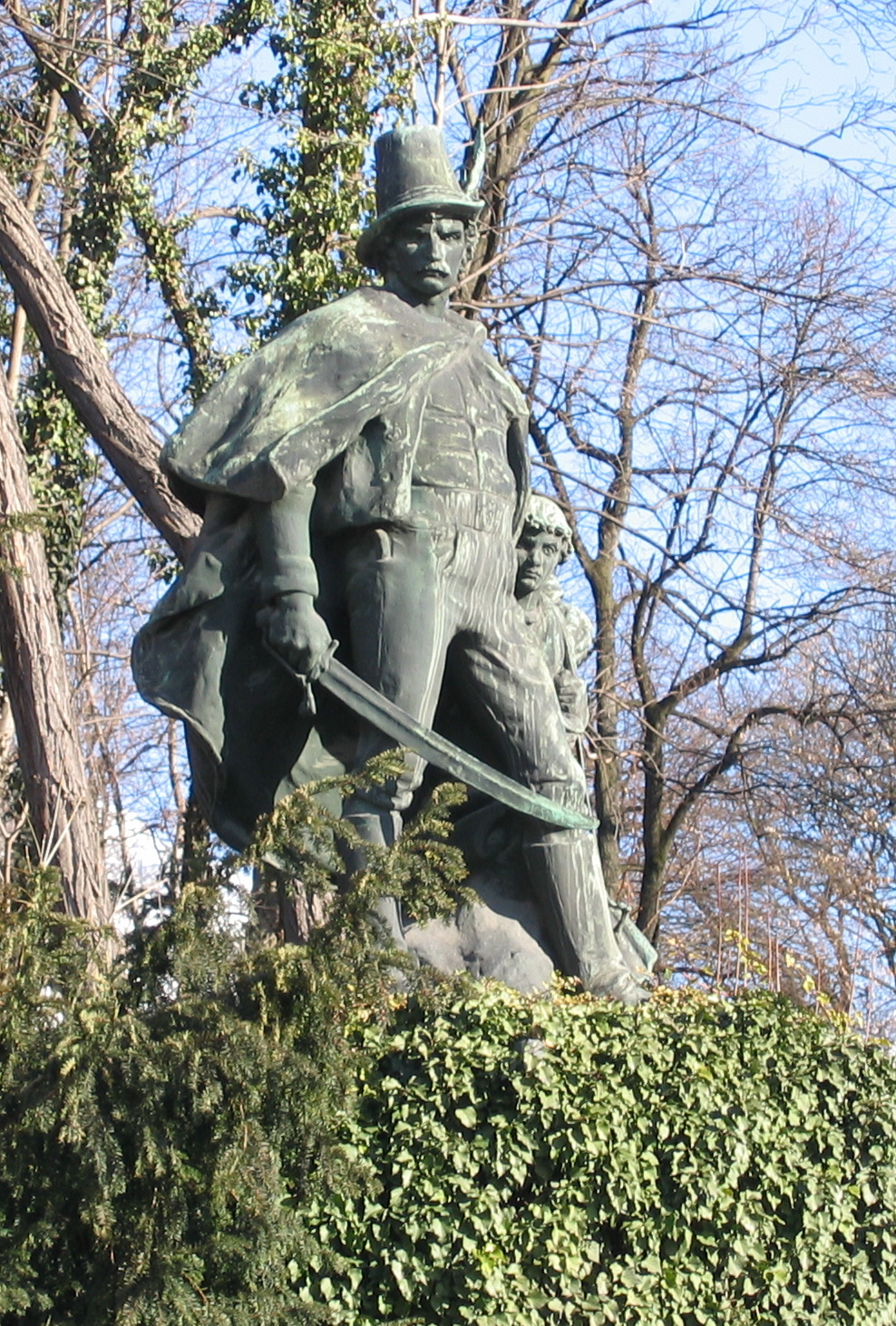
Speckbacher-Denkmal in Hall

- Madonna, Hochaltar, Pfarrkirche Pill, um 1900
- Freiskulptur Christus am Ölberg, Schwaz, 1907[6]
- Speckbacher-Denkmal, Hall in Tirol, 1908[7]
- Stuckreliefs mit Personifizierung der Elektrizität, Verwaltungsgebäude der Stadtwerke Schwaz, 1910[8]
- Stuckreliefs mit Genredarstellungen Wiederaufbau eines Hauses, Wohn- und Geschäftshaus Franz-Josef-Straße 6, Schwaz, um 1910[9]
- Statue des Jörg von Frundsberg, Museum Schloss Freundsberg, Kopie am Rathaus Schwaz, 1916[4][10]